# Thomas Lange
Thomas Lange, född 1829, död 1887, var en dansk författare.
Lange blev student 1848 och teologie kandidat 1857. Han var den påtagligaste representanten för efterromantiken i danskt författarskap. Langes romaner och noveller hämtade gärna sina ämnen och scenerier från Jylland, särskilt västkusten, där han vuxit upp. Han skildrar människorna som demoniskt bundna av sin hemorts natur och den kristna religionen som förlösande makt. Bland hans verk märks Eventyrets Land (1865), Aaen og Havet (1870) och De lyse Nætter (1875). Bland hans berättelser märks annars De faldende Blade (1872). Langes närmaste förebilder var Steen Steensen Blicher och Meïr Aron Goldschmidt. I sin tur torde han ha haft visst inflytande på Henrik Ibsen, särskilt i Fruen fra Havet. En utgåva med urval ur hans produktion utgavs i två band 1906-07.